# DVB-C
DVB-C (от англ. Digital Video Broadcasting - Cable, «цифровое видео вещание — кабельное») — европейский стандарт цифрового телевидения, охватывающий вещание цифрового телевидения при помощи кабеля. Эта система передает цифровое аудио/цифровое видео семейства MPEG-2 или MPEG-4 с использованием модуляции QAM при кодировании канала. Первоначально созданный ETSI в 1994 году, стандарт быстро стал наиболее широко используемой системой передачи цифрового телевидения в Европе, Азии и Южной Америке. Стандарт используется многими системами, от крупных сетей кабельного телевидения (CATV) до небольших спутниковых антенн (SMATV).

## DVB-C2
18 февраля 2008 года было объявлено, что в течение 2008 года будет разработано второе поколение стандарта DVB-С стандарт DVB-C2. Все предложения, включая программы моделирования и патенты, должны были быть предоставлены до 16 июня 2008 года.

«Результаты процесса исследования DVB-C2 ясно дали понять, что технологии уже позволяют нам выпустить цифровое телевидение по стандарту DVB-C2 и улучшить его настолько, что дальнейшие улучшения не оправдают введение даже третьего поколения стандарта цифрового кабельного вещания»— DVB-C2 CfT
При помощи современных программ моделирования и методов кодирования стандарт DVB-C2 должен был предложить на 30 % более эффективный спектр вещания при тех же самых условиях, что и у его предшественника, и, как следствие, увеличение пропускной способности на 60 % по сравнению с сетями HFC.
Окончательные спецификации стандарта DVB-C2 были утверждены в апреле 2009 года Советом Директоров DVB.
Стандарт DVB-C2 допускает скорость передачи данных до 83,1 Мбит/с по каналу с полосой пропускания 8 МГц при использовании модуляции 4096-QAM; дальнейшее развитие будет допускать до 97 Мбит/с и 110,8 Мбит/с на канал с использованием модуляции 16384-QAM и 65536-AQAM соответственно.
|                                                           | DVB-C                                        | DVB-C2                                                          |
| --------------------------------------------------------- | -------------------------------------------- | --------------------------------------------------------------- |
| Интерфейс ввода                                           | Единый транспортный поток                    | Многоканальный транспортный поток и использование протокола GSE |
| Способы                                                   | Постоянные параметры кодирования и модуляции | Переменные или адаптивные кодирование и модуляция               |
| FEC                                                       | Код Рида-Соломона                            | LDPC + BCH 1/2, 2/3, 3/4, 4/5, 5/6, 8/9, 9/10                   |
| Модуляция                                                 | QAM                                          | OFDM                                                            |
| Диапазон модуляции                                        | 16…256-QAM                                   | 16…4096-QAM                                                     |
| Защитный интервал                                         | не применяется                               | 1/64 или 1/128                                                  |
| Размер инверсионного быстрого преобразования Фурье (IFFT) | не применяется                               | 4k                                                              |
| Чередование                                               | Битовое чередование                          | Битовое, временно́е и частотное чередование                      |
| Пилот-сигналы                                             | не применяются                               | Рассеянные и непрерывные пилот-сигналы                          |

## Технические характеристики передатчика DVB-C

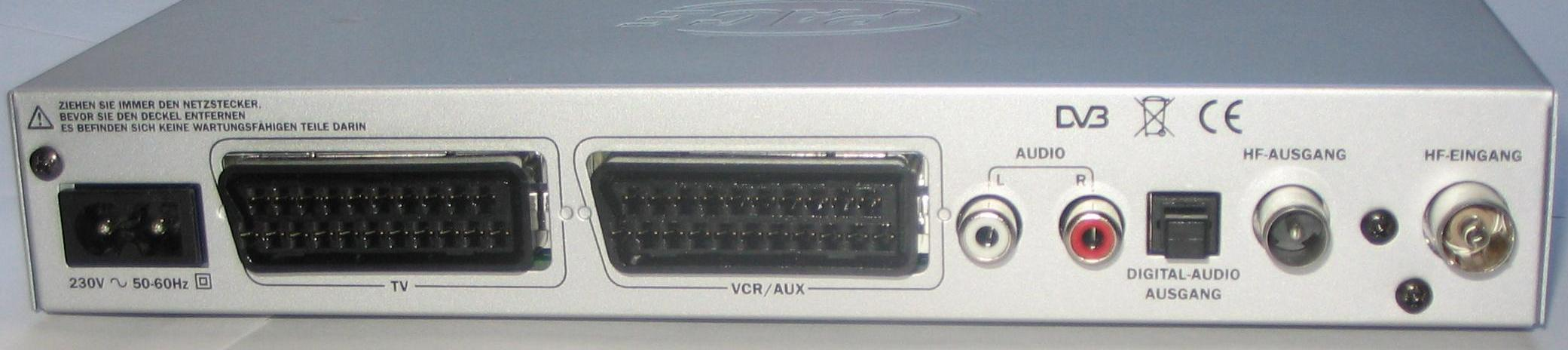
Обратная сторона приёмника

Далее следует краткое описание основных процессов формирования сигнала в передающей системе DVB-C:
- Сжатие данных и мультиплексирование MPEG-2 (MUX): потоки видео, аудио и данных мультиплексируются в программный поток MPEG (MPEG-PS). Один или более потоков MPEG-PS объединяются в транспортный поток MPEG (MPEG-TS). Это основной передаваемый цифровой поток, который принимается на домашние ресиверы цифрового телевидения (РЦТ) или модули встраиваемого цифрового декодера (например, Conax). Допускаемая скорость передачи для транспортного потока MPEG зависит от параметров модуляции: она может быть в диапазоне примерно от 6 до 64 Мбит/с (см. таблицу ниже);
- Адаптация MUX и последующее энергетическое рассеивание: MPEG-TS идентифицируется как последовательность пакетов данных фиксированной длины (188 байтов). После, при помощи так называемого энергетического рассеивания, эта последовательность проходит декорреляцию;
- Обработка внешним кодирующим устройством: к потоку данных применяется первый уровень защиты: данные кодируются при помощи недвоичного блочного кода, кода Рида-Соломона, что позволяет исправить до 8 байтов на каждый 188-байтовый пакет данных;
- Обработка внешним устройством чередования: чередование используется чтобы полностью перестроить поток данных, таким образом сделав его более устойчивым к образованию длинных последовательностей ошибочных данных;
- преобразование Байт/m-кортеж: байтовые последовательности кодируются в группу взаимосвязанных битовых данных — битовые m-кортежи (m=4, 5, 6, 7, или 8);
- Дифференциальное кодирование: чтобы получить совокупность инвариаций, каждый символ проходит кодирование при помощи двух Most Significant Bits;
- Картографирование QAM: последовательность битов картируется в цифровую последовательность сложных символов основной полосы частот. Для формата DVB-C используется 5 видов модуляций: 16-QAM, 32-QAM, 64-QAM, 128-QAM, 256-QAM;
- Формирование основной полосы частот: сигнал QAM фильтруется, чтобы впоследствии избежать перекрытие разных сигналов при настройке ресивера;
- DAC и донаборная обработка: цифровой сигнал, при помощи конвертера сигналов (DAC), преобразовывается в аналоговый и модулируется в сетку радиовещания при помощи донаборной обработки RF.

| Модуляция | Ширина полосы частот, МГц | Ширина полосы частот, МГц | Ширина полосы частот, МГц | Ширина полосы частот, МГц | Ширина полосы частот, МГц |
| Модуляция | 2                         | 4                         | 6                         | 8                         | 10                        |
| --------- | ------------------------- | ------------------------- | ------------------------- | ------------------------- | ------------------------- |
| 16QAM     | 6,41                      | 12,82                     | 19,23                     | 25,64                     | 32,05                     |
| 32QAM     | 8,01                      | 16,03                     | 24,04                     | 32,05                     | 40,07                     |
| 64QAM     | 9,62                      | 19,23                     | 28,85                     | 38,47                     | 48,08                     |
| 128QAM    | 11,22                     | 22,44                     | 33,66                     | 44,88                     | 56,10                     |
| 256QAM    | 12,82                     | 25,64                     | 38,47                     | 51,29                     | 64,11                     |

## Технические характеристики ресивера
Приёмник, по получении сигнала цифрового телевидения, совершает над ним ряд действий, обратных произведённым передатчиком DVB-C.
- Донаборная обработка и ADC: получаемый сигнал интегрируется в основную полосу частот и, при использовании обратного конвертера сигналов (ADC), аналоговый сигнал вновь преобразуется в цифровой;
- Демодуляция: цифровая последовательность сложных символов преобразуется в битовый m-кортеж;
- Уравнивание
- Дифференциальное декодирование: избавление от набора инвариаций путём дифференциального декодирования;
- Декодирование внешним устройством чередования;
- Декодирование внешним кодирующим устройством;
- Обратная адаптация MUX;
- Демультиплексация MPEG и извлечение данных.

## Страны, использующие DVB-C и DVB-C2
- Армения
- Аргентина
- Австрия
- Чили
- Колумбия
- Перу
- Уругвай
- Австралия
- Босния и Герцеговина
- Бельгия
- Беларусь
- Бразилия
- Эквадор
- Болгария
- Хорватия
- Кипр
- Чехия
- Дания
- Эстония
- Франция
- Финляндия
- Германия
- Гибралтар
- Венгрия
- Китай
- Индонезия
- Индия
- Ирландия
- Израиль
- Казахстан
- Латвия
- Ливан
- Литва
- Грузия
- Люксембург
- Северная Македония
- Молдова
- Черногория
- Непал
- Нидерланды
- Новая Зеландия
- Норвегия
- Пакистан
- Филиппины
- Польша
- Португалия
- Румыния
- Россия
- Сербия
- Словакия
- Сингапур
- Гонконг
- Словения
- Испания
- Шри-Ланка
- Швеция
- Швейцария
- Мальта
- Турция
- Великобритания
- Украина
- Узбекистан
- Вьетнам
- Таджикистан